# Chalixodytes
Chalixodytes är ett släkte av fiskar. Chalixodytes ingår i familjen Creediidae.
Kladogram enligt Catalogue of Life:
| Chalixodytes | \| \| Chalixodytes chameleontoculis \| \| \| \| \| \| Chalixodytes tauensis \| \| \| \| |
|              | \| \| Chalixodytes chameleontoculis \| \| \| \| \| \| Chalixodytes tauensis \| \| \| \| |
|              | Apodocreedia                                                                            |
|              |                                                                                         |
|              | Creedia                                                                                 |
|              |                                                                                         |
|              | Crystallodytes                                                                          |
|              |                                                                                         |
|              | Limnichthys                                                                             |
|              |                                                                                         |
|              | Myopsaron                                                                               |
|              |                                                                                         |
|              | Schizochirus                                                                            |
|              |                                                                                         |
|              | Tewara                                                                                  |
|              |                                                                                         |
|              | Chalixodytes chameleontoculis                                                           |
|              |                                                                                         |
|              | Chalixodytes tauensis                                                                   |
|              |                                                                                         |

|  | Chalixodytes chameleontoculis |
|  |                               |
|  | Chalixodytes tauensis         |
|  |                               |